# Wonder Boy in Monster Land
Wonder Boy in Monster Land (Japans: スーパーワンダーボーイ モンスターワールド; Romaji: Wandā Bōi Monsutā Rando) is een computerspel dat werd uitgegeven door Sega. Het spel kwam in 1987 uit als arcadespel. Hierna volgden releases voor diverse homecomputers. Het spel is een zijwaarts scrollend platformspel. Het perspectief wordt weergegeven in de derde persoon.

## Titel
Omwille van de eigenaardige licentiepolitiek van Westone, is de titel afhankelijk van het platform en regio waar het verscheen, zie Wonder Boy (computerspelserie) voor meer informatie.

## Verhaal
Het verhaal speelt zich elf jaar na de gebeurtenissen in Wonder Boy waar Tom-Tom een boosaardige koning versloeg. Nu blijkt dat "Tom-Tom" de bijnaam is van Bock Lee Temjin, een inwoner van Wonder Land. Na het verslaan van de boosaardige koning kreeg hij een andere bijnaam "Wonder Boy".
Sinds kort wordt het land geteisterd door een draak met een leger van monsters, demonen en duivels waardoor "Wonder World" een "Monster World" werd. De oorspronkelijke bevolking is radeloos en schakelt de hulp in van Wonder Boy om de monsters en de draak te verdrijven. Bij start van het spel heeft Wonder Boy enkel een zwaard en levenselixer dat hem door de burgemeester werd geschonken.

## Spelbesturing
Het spel is opgedeeld in twaalf levels met elk hun eigen eigenschappen, objecten, monsters en geheimen. De levels bestaan uit dorpen, valleien, woestijnen, eilanden en kastelen.
Wonder Boy kan diverse huizen betreden waar meestal items gekocht kunnen worden: extra levenselixer, betere wapens, enzovoort. Met behulp van het toetsenbord of joystick (naargelang het platform) kan de speler Wonder Boy navigeren over het hoofdscherm, de huizen laten betreden, zijn standaard zwaard of gekochte wapens gebruiken en om te springen over/op diverse objecten.
Wonder Boy heeft een levensmeter die bij start van het spel uit vijf rode harten bestaat. Telkens als hij verwondingen oploopt, kleuren de harten geleidelijk aan in het zwart. Wanneer alle harten zwart zijn gekleurd, sterft Wonder Boy en is het spel afgelopen. Punten worden verzameld door vijanden te verslaan en schatten te vinden. De meeste vijanden zijn in het bezit van goudstukken die Wonder Boy in bezit krijgt na deze uit te hebben geschakeld. Verder is goud te vinden in verborgen plaatsen zoals in/achter bomen en wolken. Met het goud kan Wonder Boy voorwerpen aankopen in de winkels.
Naast de levensmeter is er ook een tijdsmeter. Wanneer de tijd op is, zal dit een negatieve invloed hebben op de levensmeter. Bijkomende tijd kan worden verzameld door zandlopers te verzamelen, zich te laten verzorgen in het ziekenhuis of zich te verfrissen in tavernes.
Er zijn verschillende soorten van gebouwen die Wonder Boy kan betreden waaronder:
- Schoenenwinkel: De gedragen schoenen hebben een invloed op de snelheid dat Wonder Boy kan lopen en/of de hoogte hij kan springen.
- Pantser: Het pantser heeft invloed in hoeverre Wonder Boy gewond geraakt.
- Schilden: Het schild heeft invloed op de manier waarop Wonder Boy aanvallen kan opvangen.
- Toverwinkel: Hier kan men betere wapens kopen die meestal een magische eigenschap bezitten.
- Taverne: De aangekochte dranken hebben een positieve invloed op de tijdsmeter. Verder verkrijgt de speler soms ook belangrijke informatie van de barman.
- Toekomstvoorspeller: De toekomstvoorspeller waarschuwt de speler voor gebeurtenissen die zich in de nabije toekomst zullen voordoen.
- Ziekenhuis: in het ziekenhuis kan men de levensmeter en/of tijdsmeter positief beïnvloeden.
- Verder zijn er nog huizen waar de speler een vijand moet verslaan om in bezit te komen van een sleutel om naar het volgende level te kunnen gaan, waar extra goud is verborgen of waar men een krachtiger zwaard kan vinden.
- Lokhuizen: dit zijn huizen waar niets te rapen valt of waar enkel een vijand zit.

Verder zijn er nog diverse schatten die de speler kan verzamelen, waarvan er sommige ook in de winkels te koop zijn, waaronder: 
- Bijkomende punten: goud, waterkelken, halskettingen, harpen, spiegels, kronen
- Tijdsmeter: zandlopers, tijdselexir
- Levensmeter: hartjes, levenselexir
- Verdubbeling aanvalskracht: pantserhandschoenen en pantserhelmen
- Vliegen/Zweven: Schoenen met vleugels
- Tijdelijke onzichtbaarheid: magische mantel

## Platforms
| Jaar | Platform                                                |
| ---- | ------------------------------------------------------- |
| 1987 | Arcade, TurboGrafx-16                                   |
| 1988 | Sega Master System, MSX                                 |
| 1989 | Amiga, Amstrad CPC, Atari ST, Commodore 64, ZX Spectrum |
| 2008 | Virtual Console (Wii)                                   |
| 2012 | PlayStation 3                                           |

## Ontvangst
Van het tijdschrift Power Play kreeg het spel in januari 1989 de titel beste videospel van 1988.
| Beoordeeld door        | Platform           | Datum             | Score |
| ---------------------- | ------------------ | ----------------- | ----- |
| Pixel-Heroes.de        | Sega Master System | april 2007        | 100%  |
| All Game Guide         | Sega Master System | 1998              | 90%   |
| The Games Machine (GB) | Atari ST           | januari 1990      | 88%   |
| Jeuxvideo.com          | Sega Master System | 19 augustus 2011  | 85%   |
| Pixel-Heroes.de        | Amiga              | april 2007        | 80%   |
| The Games Machine (GB) | Commodore 64       | januari 1990      | 71%   |
| Retrogaming History    | Commodore 64       | 15 september 2009 | 70%   |
| Nintendo Life          | Wii                | 16 mei 2012       | 70%   |
| Tilt                   | SEGA Master System | juli 1988         | 70%   |
| 100 aktuelle PC-Spiele | Commodore 64       | januari 1990      | 33%   |